# Вендебург
Вендебург (нім. Wendeburg) — сільська громада в Німеччині, розташована в землі Нижня Саксонія. Входить до складу району Пайне.
Площа — 59,98 км2. Населення становить 10 526 ос. (станом на 31 грудня 2021).